# Пустелі та напівпустелі Оманської затоки
Пустелі та напівпустелі Оманської затоки (ідентифікатор WWF: AT1306) — афротропічний екорегіон пустель і склерофітних чагарників, розташований на сході Аравійського півострова, на території Оману та Об'єднаних Арабських Еміратів.

## Географія
Екорегіон пустель та напівпустель Оманської затоки розташований на сході Аравійського півострова. Він простягається від півострова Мусандам на схід, охоплюючи прибережну рівнину в регіоні Ель-Батіна, розташовану між горами Аль-Хаджару та узбережжям Оманської затоки, де продовжується на схід повз Маскат, досягаючи узбережжя Аравійського моря в регіоні Еш-Шаркійя. Від мису Рас-аль-Хадд регіон повертає на південь уздовж узбережжя, де включає острів Масіра. Також екорегіон включає смугу суходолу у внутрішній частині Аравії, що тягнеться на південний захід від гір Хаджар.
Довжина рівнини Батіна становить 270 км, а її ширина коливається від 3 до 30 км. Ця рівнина є густо порізаною численними сухими долинами ваді, по яким з Аль-Хаджару до моря час від часу стікають сезонні водні потоки. Характерною рисою узбережжя Батіни є численні бухти, відомі як хори, в яких подекуди трапляються мангрові зарості, та які є важливими оселищами для птахів.
Рівнина, що тягнеться вздовж західних схилів Аль-Хаджару, вкрита шаром гравію, що утворився внаслідок ерозії гір, після того як вони сформувалися в пізньому еоцені та олігоцені. З геологічної точки зору ця рівнина предсталяє собою педимент з численними конусами виносу. З гір Хаджар на південний захід тягнуться численні ваді, що губляться в пісках пустель Руб-ель-Халі та Вахіба.

## Клімат
В межах екорегіону переважає спекотний та посушливий пустельний клімат (BWh за класифікацією кліматів Кеппена). Клімат ОАЕ характеризується високими температурами (до 49 °C в липні), високою вологістю і малою кількістю опадів. Середньорічна кількість опадів на східному узбережжі ОАЕ становить 100-140 мм, а на гравійних рівнинах на захід від Хаджару — 100-120 мм. На західному узбережжі спостерігається найнижча середньорічна кількість опадів — менше 60 мм. Середньорічна кількість опадів на узбережжі Батіна в Омані становить 100 мм, більшість з яких випадає взимку, а кількість опадів, що випадають на рівнинах на захід від Хаджару є ще меншою.

## Флора
На узбережжі Оманської затоки зустрічаються мулисті мілини, лагуна та мангрові болота, де домінують білі мангри (Avicennia marina). На прибережних рівнинах ростуть колючі зизифуси (Ziziphus spina-christi), дерева гаф (Prosopis cineraria) та зонтичні акації (Vachellia tortilis). На схилах гір Хаджар, зокрема в гірських районах півострова Мусантам, ростуть арабські моринги (Moringa peregrina), вондербоми (Ficus salicifolia), зонтичні акації (Vachellia tortilis) та арабський мигдаль (Prunus arabica). На узбережжі Батіна в Омані ростуть колючі склерофітні дерева, зокрема зонтичні акації (Vachellia tortilis), а на піщанихї ділянках — дерева гаф (Prosopis cineraria). На пляжах та на солончаках ростуть галофітні чагарники, а на посушливих галькових рівнинах на захід від гір Хаджар — акації.
Флора гір Мусандаму є подібною до флори Південного Ірану, розташованого на півночі через Перську затоку, ширина якої у найвужчому місці становить лише 50 км. Наявність в екорегіоні таких видів, як полин Зібера (Artemisia sieberi), товстогілкова ефедра (Ephedra pachyclada) та астрагал Astragalus fasciculifolius, свідчить про те, що південь Іранського нагір'я є важливим центром походження гірської флори Східної Аравії.

## Фауна
Екорегіон характеризується наздвичайно високим різноманіттям птахів — їх тут було зареєстровано понад 400 видів. Аравійський півострів лежить на шляху міграції з Азії до Африки, а численні лагуни, мулисті рівнини, хори та мангрові зарості, розташовані на берегах Перської та Оманської заток, є ідеальними місцями для гніздування птахів та пошуку їжі. В межах екорегіону розташовано 14 з 33 важливих орнітологічних територій (IBA) Оману та 11 з 20 територій ОАЕ. В затоці Хор-Калба гніздиться рідкісний ендемічний підвид білошийого альціона (Todiramphus chloris kalbaensis), популяція якого нараховує лише 44-55 пар. Також в ОАЕ мешкає значна частина популяції рідкісного перського баклана (Phalacrocorax nigrogularis). На скелястому вапняковому півострові Барр-аль-Хікман в Аравійському морі зимують такі птахи, як євразійські кулики-сороки (Haematopus ostralegus), малі грицики (Limosa lapponica) та чорногруді побережники (Calidris alpina). На скелях поблизу міста Бандар-Джісса гніздяться сірі підсоколики (Falco concolor). а районі мису Рас-аль-Хадд шукають їжу океанники Вільсона (Oceanites oceanicus), що зимують біля берегів Оману.
Серед ссавців екорегіону слід візначити рідкісних аравійських тарів (Arabitragus jayakari) та аравійських леопардів (Panthera pardus nimr), популяція яких в регіоні нараховує менше 20 особин. В прибережних районах екорегіону відкладають яйця оливкові морські черепахи (Lepydochelys olivacea), зелені черепахи (Chelonia mydas) та бісси (Eretmochelys imbricata). На острові Масіра щороку відкладають яйця від 23 до 30 тисяч самиць довгоголових морських черепах (Caretta caretta). Масіранські скельні гекони (Pristurus masirahensis) є ендеміками цього острова.

## Збереження
1,58 % площі екорегіону є заповідними територіями. Природоохоронні території включають Природний заповідник Рас-Аль-Хор та Мангровий заповідник Калба в ОАЕ.